# Paraguayaans voetbalelftal in 2015
Het Paraguayaans voetbalelftal speelde in totaal veertien officiële interlands in het jaar 2015, waaronder zes duels tijdens de strijd om de Copa América in Chili. De ploeg eindigde daar als vierde en stond onder leiding van de in 2014 aangestelde bondscoach Ramón Díaz. Op de in 1993 geïntroduceerde FIFA-wereldranglijst steeg Paraguay in 2015 van de 76ste (januari 2015) naar de 46ste plaats (december 2015).

## Balans
| Wedstrijden | Wedstrijden | Wedstrijden | Wedstrijden | Doelpunten | Doelpunten | Doelpunten | Punten |
| Gespeeld    | Winst       | Gelijk      | Verlies     | Voor       | Tegen      | Saldo      | Punten |
| ----------- | ----------- | ----------- | ----------- | ---------- | ---------- | ---------- | ------ |
| 14          | 3           | 6           | 5           | 13         | 20         | –7         | 0.857  |

## Interlands
|                                                     |            |       |          |                                                                                  |
| 26 maart Vriendschappelijk № 677 «onderlinge duels» | Costa Rica | 0 – 0 | Paraguay | Estadio Nacional, San José Toeschouwers: 31.000 Scheidsrechter: John Pitti (PAN) |
| 26 maart Vriendschappelijk № 677 «onderlinge duels» |            |       |          | Estadio Nacional, San José Toeschouwers: 31.000 Scheidsrechter: John Pitti (PAN) |

|                                                     |                    |       |          |                                                                                        |
| 31 maart Vriendschappelijk № 678 «onderlinge duels» | Mexico             | 1 – 0 | Paraguay | Arrowhead Stadium, Kansas City Toeschouwers: 35.000 Scheidsrechter: Walter López (GUA) |
| 31 maart Vriendschappelijk № 678 «onderlinge duels» | Eduardo Herrera 3' |       |          | Arrowhead Stadium, Kansas City Toeschouwers: 35.000 Scheidsrechter: Walter López (GUA) |

|                                                   |                                           |       |                                               |                                                                                                 |
| 6 juni Vriendschappelijk № 679 «onderlinge duels» | Paraguay                                  | 2 – 2 | Honduras                                      | Estadio Defensores del Chaco, Asuncion Toeschouwers: 9.500 Scheidsrechter: Fernando Falce (URU) |
| 6 juni Vriendschappelijk № 679 «onderlinge duels» | Roque Santa Cruz 20' Roque Santa Cruz 56' |       | 8' (e.d.) Roque Santa Cruz 23' Román Castillo | Estadio Defensores del Chaco, Asuncion Toeschouwers: 9.500 Scheidsrechter: Fernando Falce (URU) |

| Copa América |
| ------------ |

|                                                                 |                                           |       |                                     |                                                                                        |
| 13 juni Copa América Groep B № 680 «onderlinge duels» 18:30 uur | Argentinië                                | 2 – 2 | Paraguay                            | Estadio La Portada, La Serena Toeschouwers: 16.281 Scheidsrechter: Wilmar Roldán (COL) |
| 13 juni Copa América Groep B № 680 «onderlinge duels» 18:30 uur | Sergio Agüero 29' Lionel Messi 36' (pen.) |       | 60' Nelson Valdez 90' Lucas Barrios | Estadio La Portada, La Serena Toeschouwers: 16.281 Scheidsrechter: Wilmar Roldán (COL) |

|                                                                 |                   |       |         | |
| 16 juni Copa América Groep B № 681 «onderlinge duels» 18:00 uur | Paraguay          | 1 – 0 | Jamaica | Estadio Regional de Antofagasta, Antofagasta Toeschouwers: 6.099 Scheidsrechter: Carlos Vera (ECU) |
| 16 juni Copa América Groep B № 681 «onderlinge duels» 18:00 uur | Édgar Benítez 35' |       |         | Estadio Regional de Antofagasta, Antofagasta Toeschouwers: 6.099 Scheidsrechter: Carlos Vera (ECU) |

|                                                                 |                        |       |                   |                                                                                                |
| 20 juni Copa América Groep B № 682 «onderlinge duels» 16:00 uur | Uruguay                | 1 – 1 | Paraguay          | Estadio La Portada, La Serena Toeschouwers: 16.021 Scheidsrechter: Roberto García Orozco (MEX) |
| 20 juni Copa América Groep B № 682 «onderlinge duels» 16:00 uur | José María Giménez 29' |       | 44' Lucas Barrios | Estadio La Portada, La Serena Toeschouwers: 16.021 Scheidsrechter: Roberto García Orozco (MEX) |

|                                                                     |                                                                     |       |                                                                                 | |
| 27 juni Copa América Kwartfinale № 683 «onderlinge duels» 20:30 uur | Brazilië                                                            | 1 – 1 | Paraguay                                                                        | Estadio Municipal de Concepción, Concepción Toeschouwers: 29.276 Scheidsrechter: Andrés Cunha (URU) |
| 27 juni Copa América Kwartfinale № 683 «onderlinge duels» 20:30 uur | Robinho 15'                                                         |       | 71' (pen.) Derlis González                                                      | Estadio Municipal de Concepción, Concepción Toeschouwers: 29.276 Scheidsrechter: Andrés Cunha (URU) |
| 27 juni Copa América Kwartfinale № 683 «onderlinge duels» 20:30 uur | Strafschoppen                                                       |       |                                                                                 | Estadio Municipal de Concepción, Concepción Toeschouwers: 29.276 Scheidsrechter: Andrés Cunha (URU) |
| 27 juni Copa América Kwartfinale № 683 «onderlinge duels» 20:30 uur | Fernandinho Everton Ribeiro Miranda Douglas Costa Philippe Coutinho | 3 – 4 | Osvaldo Martínez Víctor Cáceres Raúl Bobadilla Roque Santa Cruz Derlis González | Estadio Municipal de Concepción, Concepción Toeschouwers: 29.276 Scheidsrechter: Andrés Cunha (URU) |

|                                                                      | |       |                   | |
| 30 juni Copa América Halve finale № 684 «onderlinge duels» 20:30 uur | Argentinië                                                                                                  | 6 – 1 | Paraguay          | Estadio Municipal de Concepción, Concepción Toeschouwers: 29.205 Scheidsrechter: Sandro Ricci (BRA) |
| 30 juni Copa América Halve finale № 684 «onderlinge duels» 20:30 uur | Marcos Rojo 15' Javier Pastore 27' Ángel Di María 47' Ángel Di María 53' Kun Agüero 80' Gonzalo Higuaín 83' |       | 43' Lucas Barrios | Estadio Municipal de Concepción, Concepción Toeschouwers: 29.205 Scheidsrechter: Sandro Ricci (BRA) |

|                                                                     |                                       |       |          | |
| 3 juli Copa América Troostfinale № 685 «onderlinge duels» 20:30 uur | Peru                                  | 2 – 0 | Paraguay | Estadio Municipal de Concepción, Concepción Toeschouwers: 29.143 Scheidsrechter: Raúl Orosco (BOL) |
| 3 juli Copa América Troostfinale № 685 «onderlinge duels» 20:30 uur | André Carrillo 48' Paolo Guerrero 89' |       |          | Estadio Municipal de Concepción, Concepción Toeschouwers: 29.143 Scheidsrechter: Raúl Orosco (BOL) |

|  |  |  |  |  |  |  |  |  |

|                                                        |                                                             |       |                                       |                                                                                      |
| 5 september Vriendschappelijk № 686 «onderlinge duels» | Chili                                                       | 3 – 2 | Paraguay                              | Estadio Nacional, Santiago Toeschouwers: 42.687 Scheidsrechter: Mauro Vigliano (ARG) |
| 5 september Vriendschappelijk № 686 «onderlinge duels» | Felipe Gutiérrez 8' Felipe Gutiérrez 64' Alexis Sánchez 82' |       | 51' Jonathan Fabbro 53' Jorge Benítez | Estadio Nacional, Santiago Toeschouwers: 42.687 Scheidsrechter: Mauro Vigliano (ARG) |

|                                                         |           |                     |          |                                                                                               |
| 8 oktober Kwalificatie WK 2018 № 687 «onderlinge duels» | Venezuela | 0 – 1               | Paraguay | Estadio Cachamay, Ciudad Guayana Toeschouwers: 36.000 Scheidsrechter: Hernando Buitrago (COL) |
| 8 oktober Kwalificatie WK 2018 № 687 «onderlinge duels» |           | 85' Derlis González |          | Estadio Cachamay, Ciudad Guayana Toeschouwers: 36.000 Scheidsrechter: Hernando Buitrago (COL) |

|                                                          |          |       |            |                                                                                                |
| 13 oktober Kwalificatie WK 2018 № 688 «onderlinge duels» | Paraguay | 0 – 0 | Argentinië | Estadio Defensores del Chaco, Asuncion Toeschouwers: 27.500 Scheidsrechter: Andrés Cunha (URU) |
| 13 oktober Kwalificatie WK 2018 № 688 «onderlinge duels» |          |       |            | Estadio Defensores del Chaco, Asuncion Toeschouwers: 27.500 Scheidsrechter: Andrés Cunha (URU) |

|                                                                     |                      |       |          |                                                                                  |
| 13 november Kwalificatie WK 2018 № 689 «onderlinge duels» 21:15 uur | Peru                 | 1 – 0 | Paraguay | Estadio Nacional, Lima Toeschouwers: 45.000 Scheidsrechter: Julio Bascuñán (CHI) |
| 13 november Kwalificatie WK 2018 № 689 «onderlinge duels» 21:15 uur | Jefferson Farfán 20' |       |          | Estadio Nacional, Lima Toeschouwers: 45.000 Scheidsrechter: Julio Bascuñán (CHI) |

|                                                                     |                                     |       |                 |                                                                                               |
| 17 november Kwalificatie WK 2018 № 690 «onderlinge duels» 20:00 uur | Paraguay                            | 2 – 1 | Bolivia         | Estadio Defensores del Chaco, Asuncion Toeschouwers: 20.000 Scheidsrechter: José Argote (VEN) |
| 17 november Kwalificatie WK 2018 № 690 «onderlinge duels» 20:00 uur | Dario Lezcano 62' Lucas Barrios 65' |       | 59' Yasmani Duk | Estadio Defensores del Chaco, Asuncion Toeschouwers: 20.000 Scheidsrechter: José Argote (VEN) |

## FIFA-wereldranglijst
| JAN | FEB | MAR | APR | MEI | JUN | JUL | AUG | SEP | OKT | NOV | DEC |
| --- | --- | --- | --- | --- | --- | --- | --- | --- | --- | --- | --- |
| 76  | 79  | 80  | 81  | 81  | 85  | 56  | 58  | 55  | 61  | 47  | 46  |

## Statistieken
| Antony Silva       | 1984-02-27 | Independiente Medellín | 7  | 0 | 0 | 14 | 0 |
| Justo Villar       | 1977-06-30 | Colo-Colo              | 7  | 0 | 0 |    |   |
| Verdediging        |            |                        |    |   |   |    |   |
| Paulo da Silva     | 1980-02-01 | Deportivo Toluca       | 13 | 0 | 0 |    |   |
| Pablo Aguilar      | 1987-04-02 | Club América           | 11 | 0 | 0 |    |   |
| Miguel Samudio     | 1986-08-24 | Club América           | 10 | 1 | 0 |    |   |
| Bruno Valdez       | 1992-10-06 | Cerro Porteño          | 8  | 1 | 0 |    |   |
| Marcos Cáceres     | 1986-05-05 | Newell's Old Boys      | 5  | 1 | 0 |    |   |
| Iván Piris         | 1989-03-10 | Udinese                | 5  | 1 | 0 |    |   |
| Fabián Balbuena    | 1991-08-23 | Club Libertad          | 2  | 0 | 0 |    |   |
| Gustavo Gómez      | 1993-05-06 | CA Lanús               | 1  | 0 | 0 |    |   |
| Gustavo Mencia     | 1988-07-05 | Club Libertad          | 0  | 1 | 0 |    |   |
| Juan Patiño        | 1989-11-29 | Club Guarani           | 0  | 1 | 0 |    |   |
| Middenveld         |            |                        |    |   |   |    |   |
| Víctor Cáceres     | 1985-03-25 | Al-Rayyan              | 9  | 1 | 0 |    |   |
| Richard Ortíz      | 1990-05-22 | Deportivo Toluca       | 8  | 2 | 0 |    |   |
| Néstor Ortigoza    | 1984-10-07 | San Lorenzo            | 8  | 0 | 0 |    |   |
| Óscar Romero       | 1992-07-04 | Racing Club            | 3  | 6 | 0 |    |   |
| Eduardo Aranda     | 1985-01-28 | Club Olimpia           | 2  | 2 | 0 |    |   |
| Osmar Molinas      | 1987-05-03 | Club Libertad          | 2  | 1 | 0 |    |   |
| Jorge Moreira      | 1990-02-01 | Club Libertad          | 2  | 0 | 0 |    |   |
| Osvaldo Martínez   | 1986-04-08 | Club América           | 1  | 3 | 0 |    |   |
| Hernán Pérez       | 1989-02-25 | RCD Espanyol           | 1  | 2 | 0 |    |   |
| Jonathan Fabbro    | 1982-01-16 | Cerro Porteño          | 1  | 1 | 1 |    |   |
| Rodrigo Rojas      | 1988-04-09 | Cerro Porteño          | 1  | 1 | 0 |    |   |
| Fidencio Oviedo    | 1987-05-30 | Cerro Porteño          | 1  | 1 | 0 |    |   |
| Celso Ortíz        | 1989-01-26 | AZ Alkmaar             | 1  | 0 | 0 |    |   |
| Hernán Villalba    | 1989-02-09 | Newell's Old Boys      | 1  | 0 | 0 |    |   |
| Jonathan Santana   | 1981-10-19 | Cerro Porteño          | 0  | 2 | 0 |    |   |
| Miguel Almirón     | 1994-02-01 | CA Lanús               | 0  | 1 | 0 |    |   |
| Cecilio Domínguez  | 1993-08-11 | Cerro Porteño          | 0  | 1 | 0 |    |   |
| Aanval             |            |                        |    |   |   |    |   |
| Édgar Benítez      | 1987-11-08 | Querétaro FC           | 8  | 3 | 1 |    |   |
| Lucas Barrios      | 1984-11-13 | SE Palmeiras           | 7  | 3 | 3 |    |   |
| Derlis González    | 1994-03-23 | Dynamo Kiev            | 7  | 3 | 2 |    |   |
| Raúl Bobadilla     | 1987-06-18 | FC Augsburg            | 6  | 4 | 0 |    |   |
| Nelson Valdez      | 1983-11-28 | Seattle Sounders       | 6  | 1 | 1 |    |   |
| Roque Santa Cruz   | 1981-08-16 | Málaga CF              | 5  | 1 | 2 |    |   |
| Dario Lezcano      | 1990-06-30 | FC Ingolstadt 04       | 3  | 0 | 1 |    |   |
| Federico Santander | 1991-06-04 | FC Kopenhagen          | 1  | 1 | 0 |    |   |
| José Ortigoza      | 1987-04-01 | Cerro Porteño          | 1  | 0 | 0 |    |   |
| Jorge Rojas        | 1993-01-07 | Gimnasia y Esgrima     | 0  | 2 | 0 |    |   |
| Jorge Benítez      | 1992-09-02 | Cruz Azul              | 0  | 1 | 1 |    |   |